# Lankau
Lankau ist eine Gemeinde im Kreis Herzogtum Lauenburg in Schleswig-Holstein. Neu-Lankau, Anker, Gretenberg und Marienwohlde liegen im Gemeindegebiet.

## Geographie
Das Gemeindegebiet ist geprägt durch Hügel, Wälder und kleinere Seen (wie den Lankauer See). Der Elbe-Lübeck-Kanal bildet die Westgrenze des Gemeindegebietes.

## Geschichte
Die erste urkundliche Erwähnung erfolgte um das Jahr 1208. Der Ortsname leitet sich vom verbreiteten slawischstämmigen Toponym Lanke (="Wiese") ab.
1928 erfolgte die Eingemeindung von Gretenberge, Anker und Gut Marienwohlde auf dem Gelände des ehemaligen Klosters Marienwohlde. Seit 1948 gehörte die Gemeinde zum Amt Nusse, seit 2007 zum Amt Sandesneben-Nusse.

## Politik

### Gemeindevertretung
Bei der Kommunalwahl am 14. Mai 2023 wurden insgesamt neun Sitze vergeben. Von diesen erhielt die Wählergemeinschaft Lankau fünf Sitze und die Aktive Allgemeine Wählergemeinschaft Lankau vier Sitze.

### Wappen
Blasonierung / Beschreibung des Wappens: „In Gold ein grüner Eichbaum mit abgebrochenem Ast auf der rechten Seite, der unten zwei blaue Wellenbalken überdeckt. Rechts des Stammes ein roter Anker, links ein rotes Herz, aus dem ein rotes Kreuz wächst.“

## Wirtschaft und Infrastruktur
Die Gemeinde war bäuerlich strukturiert; es gibt mittlerweile etliche Gewerbebetriebe wie z. B. einen Spezialbetrieb für Pumpen und Elektroanlagen, einen Garten- und Landschaftsbaubetrieb, sowie einen Handel für Obst und Gemüse. Seit 1952 gibt es im Ortsteil Neu-Lankau ein Schullandheim.
Der Ortskern von Lankau liegt etwa vier Kilometer nordwestlich der Bundesstraße 207 Lübeck–Hamburg und der Bahnstrecke Lübeck–Lüneburg. Die nächsten Bahnhöfe sind Ratzeburg und Mölln, jeweils etwa sechs Kilometer entfernt. Zu diesen Bahnhöfen bestehen an Wochentagen von morgens bis mittags Busverbindungen.

## Sehenswürdigkeiten
In der Liste der Kulturdenkmale in Lankau stehen die in der Denkmalliste des Landes Schleswig-Holstein eingetragenen Kulturdenkmale.
In Neu-Lankau befindet sich seit 1898 im Elbe-Lübeck-Kanal die Donnerschleuse, eine Schleuse, die nach dem Prinzip des Lübecker Ingenieurs und Wasserbauinspektors Ludwig Hotopp ausschließlich mit Wasserkraft und damit erzeugter Über- und Unterdruckluft betrieben wird.

## Persönlichkeiten
- Christian Wilhelm Höltich (* 1671 in Marienwohlde; † nach 1728), Jurist und Sekretär der Bergenfahrer
- Joachim Werner Höltich, Förster in Marienwohlde